# Southgate (Crawley)
Southgate is een wijk in het bestuurlijke gebied Crawley, in het Engelse graafschap West Sussex. 

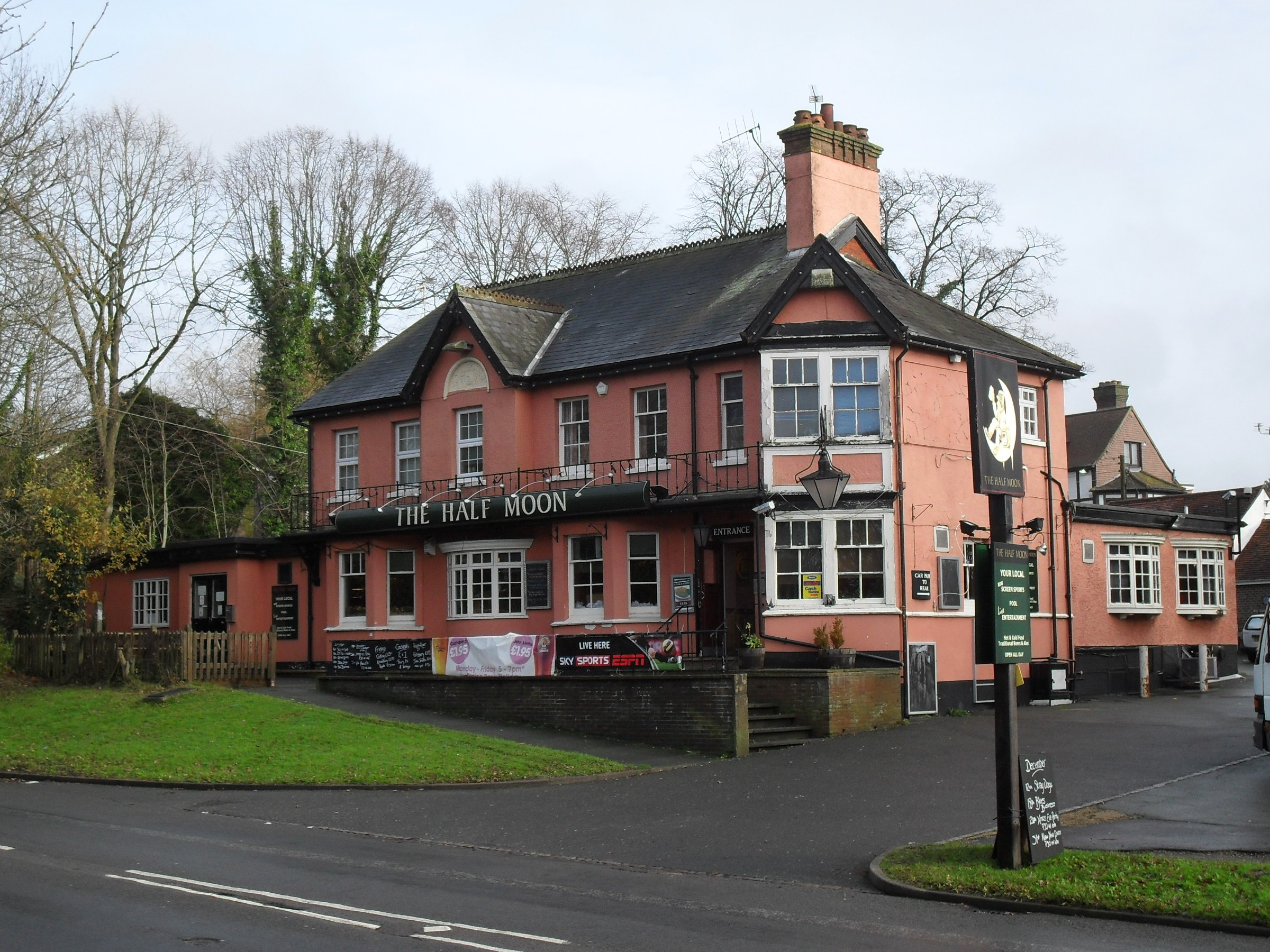
Half Moon Pub in Southgate
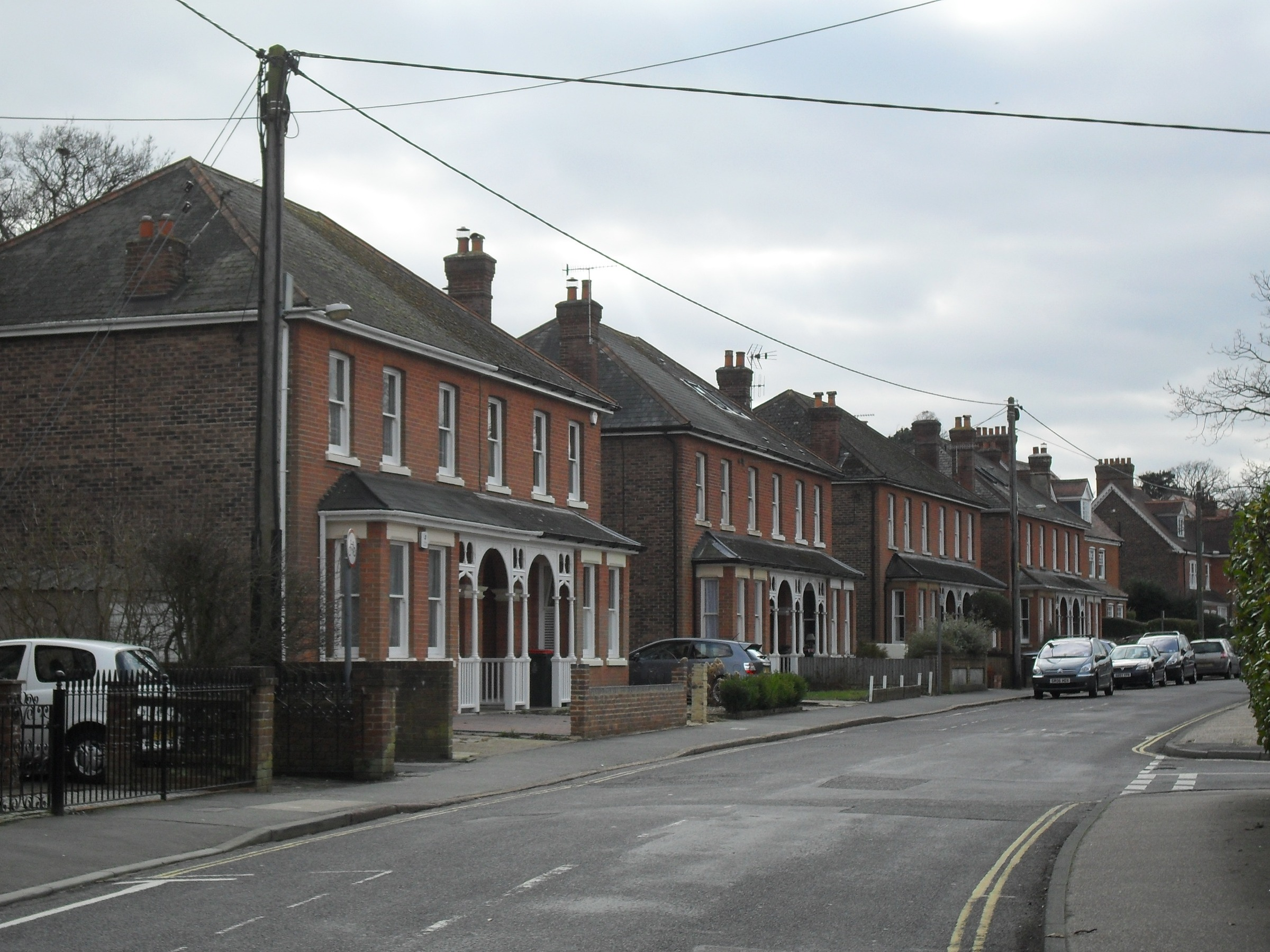
Malthouse Road met huizen in victoriaanse stijl
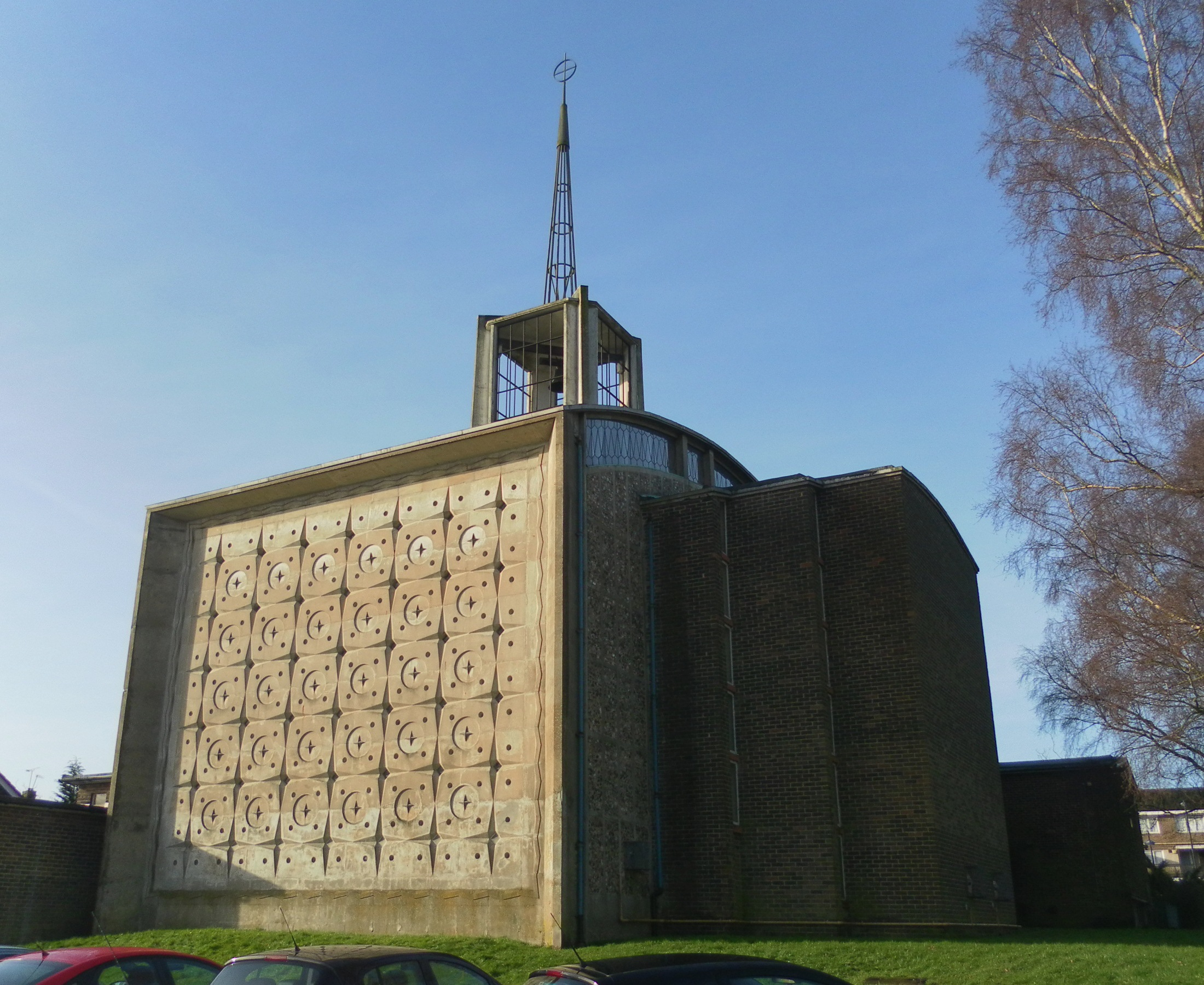
St Mary's Church
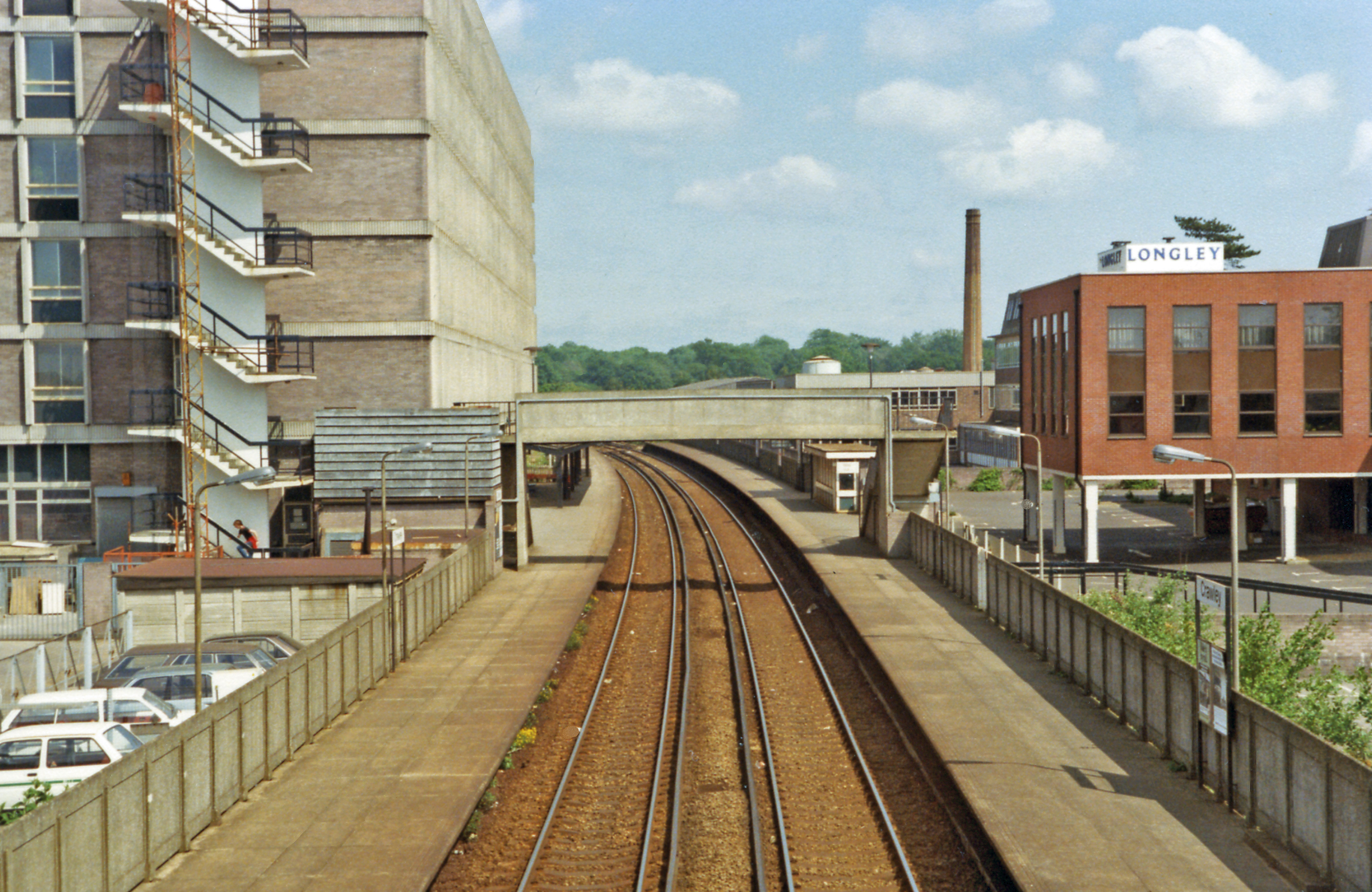
Crawley Station (1983)
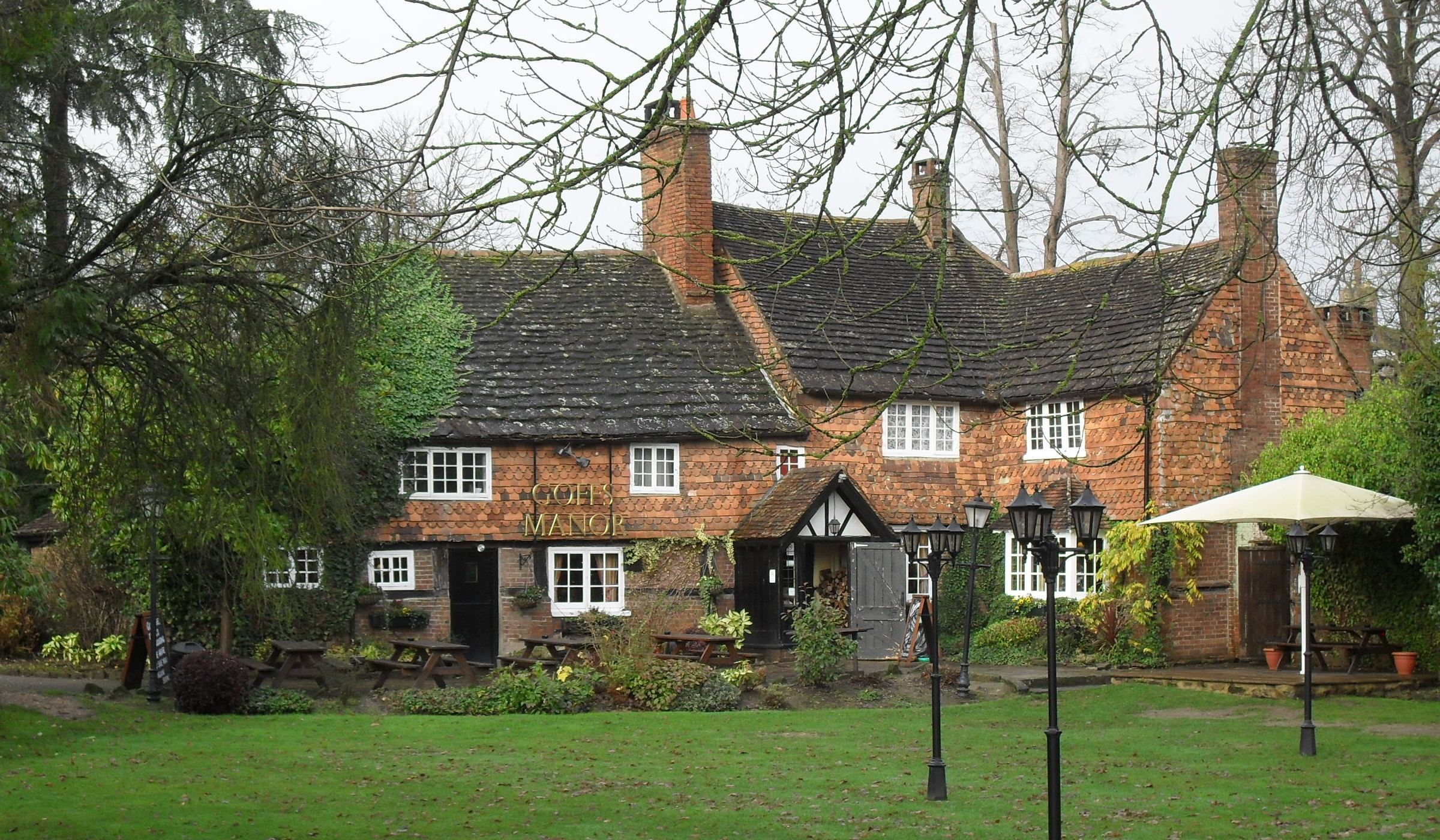
Goffs Manor
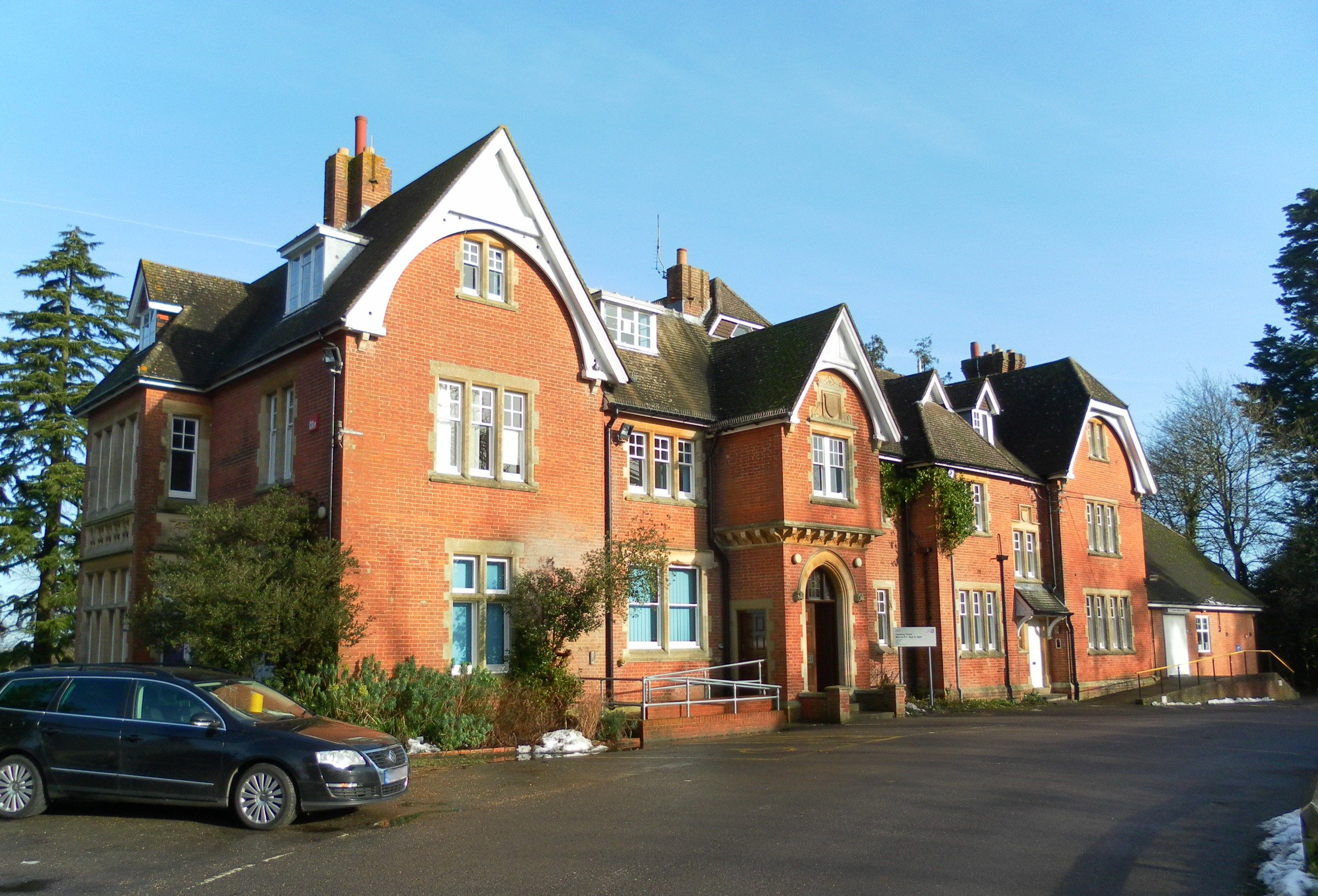
Goffs Park House